# Althaimenes
Althaimenes (altgriechisch Ἀλθαιμένης Althaiménēs) ist in der griechischen Mythologie Sohn des Katreus, König von Kreta und somit Bruder der Aërope, der Klymene und der Apemosyne.
Weil er einem Orakelspruch nach seinen Vater töten sollte, wurde er von diesem nach Rhodos geschickt. Als sein Vater kam, um ihm die Herrschaft zu übertragen, kam es zu einem Missverständnis. Katreus und seine Begleiter wurden, als sie an Land gingen, von Hirten für Seeräuber gehalten und mit Steinen beworfen. Als sie sich wehrten, kam Althaimenes, Katreus Sohn, hinzu und tötete seinen Vater mit einem Speer, woraufhin eine Erdspalte ihn verschlang.